# 羊乳榕
羊乳榕（学名：Ficus sagittata）为桑科榕属的植物。分布在不丹、菲律宾、泰国、印度尼西亚、印度、锡金、缅甸、密克罗尼西亚、越南以及中国大陆的广西、海南、云南、广东等地，生长于海拔180米至350米的地区，目前已由人工引种栽培。